# Moechotypa marmorea
Moechotypa marmorea là một loài bọ cánh cứng trong họ Cerambycidae.